# Лужников, Евгений Алексеевич
Евгений Алексеевич Лужников (27 сентября 1934 года, Москва — 20 апреля 2018 года, Москва) — советский и российский ученый, специалист в области клинической токсикологии, академик РАМН (2004), академик РАН (2013).

## Биография
Родился 27 сентября 1934 года в Москве.
В 1960 году — окончил 2-й Московский медицинский институт имени Пирогова, затем работал выездным врачом на станции скорой медицинской помощи.
С 1964 по 1972 годы — ассистент, доцент кафедры госпитальной терапии в 1-м Московском медицинском институте имени И. М. Сеченова.
В 1966 году — защитил кандидатскую диссертацию на тему острых отравлений фосфорорганическими веществами.
В 1971 году — защитил докторскую диссертацию по проблеме острых отравлений лекарственными препаратами и получил звание профессора.
С 1972 года — руководил научным отделением и Московским городским центром острых отравлений в Московском НИИ скорой помощи имени Н. В. Склифосовского.
С 1986 года — заведовал кафедрой клинической токсикологии Российской медицинской академии последипломного образования.
В 1993 году — избран членом-корреспондентом РАМН.
В 2004 году — избран академиком РАМН.
В 2013 году — стал академиком РАН (в рамках присоединения РАМН и РАСХН к РАН).
Умер 20 апреля 2018 года в Москве.

## Научная деятельность
Разработал и внедрил в клиническую практику новые методы диагностики и лечения основных видов острых отравлений химической этиологии, в частности лекарственными препаратами психотропного действия, алкоголем и его суррогатами, фосфорорганическими инсектицидами, прижигающими жидкостями, соединениями тяжелых металлов, угарным газом. Им впервые применен метод гемосорбции при лечении острых отравлений и эндотоксикозов, открывший новое направление искусственной детоксикации организма.
Разработал и внедрил новые технологии лечения токсикозов методом физиогемотерапии, в том числе путем непосредственного воздействия на кровь магнитных полей (постоянных и переменных), ультрафиолетового и лазерного облучения (магнитная, ультрафиолетовая, лазерная гемокоррекция), что позволило в два раза снизить летальность при острых отравлениях лекарствами.
Автор более чем 520 работ, в том числе 20 монографий, среди которых:
- первый в России учебник для медвузов и руководство для врачей по клинической токсикологии — «Клиническая токсикология» (1982, 1994, 1999) и «Острые отравления» (1989, 2000);
- «Основы реаниматологии при острых отравлениях» (1977), «Детоксикационная терапия» (1999), «Неотложная терапия острых отравлений и эндотоксикозов» (2001), «Неотложные состояния при острых отравлениях» (2001), «Физиогемотерапия острых отравлений» (2002).

Главный редактор Национального руководства «Медицинская токсикология» (2012);
Член-корреспондент Академии технологических наук РФ (1992), член Европейской ассоциации клинических токсикологов (1992), заместитель председателя правления Всероссийского общества токсикологов (1995).
Похоронен в Москве на Николо-Архангельском кладбище.

## Награды
- Орден Дружбы народов (1987)
- Государственная премия СССР (в составе группы, за 1979 год) — за разработку и внедрение в клиническую практику новых методов лечения, основанных на сорбции токсических веществ из крови и других биологических жидкостей
- Премия Правительства Российской Федерации в области науки и техники (1998) — за учебник «Клиническая токсикология» (1994)[3]
- Заслуженный деятель науки Российской Федерации (2000)[4]
- лауреат премии мэрии города Москвы за научные достижения в медицине (1994)